# Abbasuddin Ahmed
Abbas Uddin o Abbasuddin Ahmed (27 de octubre de 1901, Tufanganj - 30 de diciembre de 1959) fue un cantante de música folklórica y compositor bengalí.
Fue en gran medida autodidacta excepto por un breve período que estudió con el músico Jamiruddin Khan en Calcuta. Cantó diferentes tipos de canciones de música moderna, patriótica o islámica, así como también en idioma urdú, pero se hizo famoso como cantante de música folklórica.
Se hizo cada vez más popular con sus interpretaciones de Jari Gan, Sari Gan, Bhatiyali, Murshidi Gan, Bichchhedi, Marsiya, Dehatattwa y Pala Gan, sobre todo cuando estas fueron grabadas en discos. También cantó composiciones islámicas de Kazi Nazrul Islam, Jasimuddin y Golam Mostafa.
- Datos: Q590844
- Multimedia: Abbasuddin Ahmed / Q590844